# Busan-Asia-Main-Stadion
Das Busan-Asia-Main-Stadion (koreanisch 부산 아시아드 주경기장) ist ein Fußballstadion mit Leichtathletikanlage im Stadtteil Yeonje-gu der zweitgrößten südkoreanischen Stadt Busan in der südlichen Provinz Gyeongsangnam-do.

## Geschichte
Die Anlage wurde für die Asienspiele 2002, die vom 29. September bis zum 14. Oktober 2002 ausgetragen wurden, erbaut. Unter anderem fanden die Eröffnungs- und Schlussfeier in der Sportstätte statt. Die Arbeiten an der Arena starteten im November 1993 und zogen sich bis Mitte 2001 hin. Die Einweihung feierte man am 15. September 2001. Es hat eine Kapazität für 53.769 Zuschauern auf Sitzplätzen. Der Bau kostete 226,948 Mrd. ₩. Das Stadiondach ist wie ein nach oben offener Kuppelbau konstruiert und ist maximal 56,4 Meter hoch. Der Bau hat eine Länge von 241 m und eine Breite von 227 m.
Als Spielort der Fußball-Weltmeisterschaft 2002 war Busan Gastgeber dreier Vorrundenspiele. In den Jahren 2003, 2005 und 2007 fanden Spiele des Fußballturniers Peace Cup im Busan-Asia-Main-Stadion statt. Von 2003 bis 2015 trug das K League 2-Franchise Busan IPark seine Heimspiele in der Sportstätte aus. Das Stadion liegt mit anderen Sportstätten im Busan Sports Complex. Neben der Arena liegt eine Leichtathletikstadion und direkter Umgebung liegen die Mehrzweckhalle Sajik-Arena mit 15.000 Plätzen; das Sajik-Baseballstadion, in dem die Lotte Giants spielen, mit ca. 30.000 Plätze und die Sajik-Schwimmarena.

## Spiele der Fußball-WM 2002 in Busan

### Gruppenspiele
- 2. Juni:  Paraguay –  Südafrika 2:2 (1:0)
- 4. Juni:  Südkorea –  Polen 2:0 (1:0)
- 6. Juni:  Frankreich –  Uruguay 0:0

## Galerie

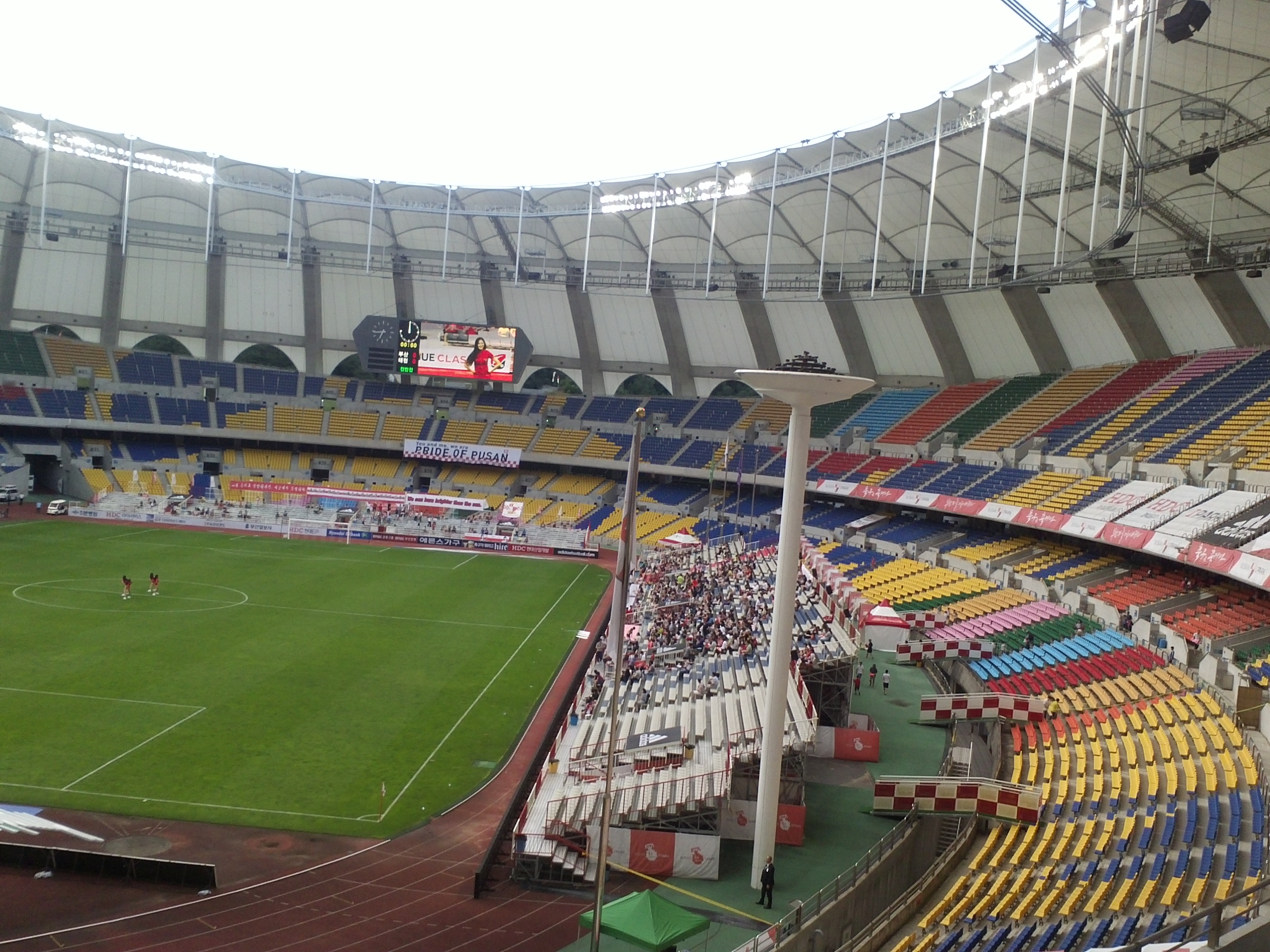
Die Haupttribüne
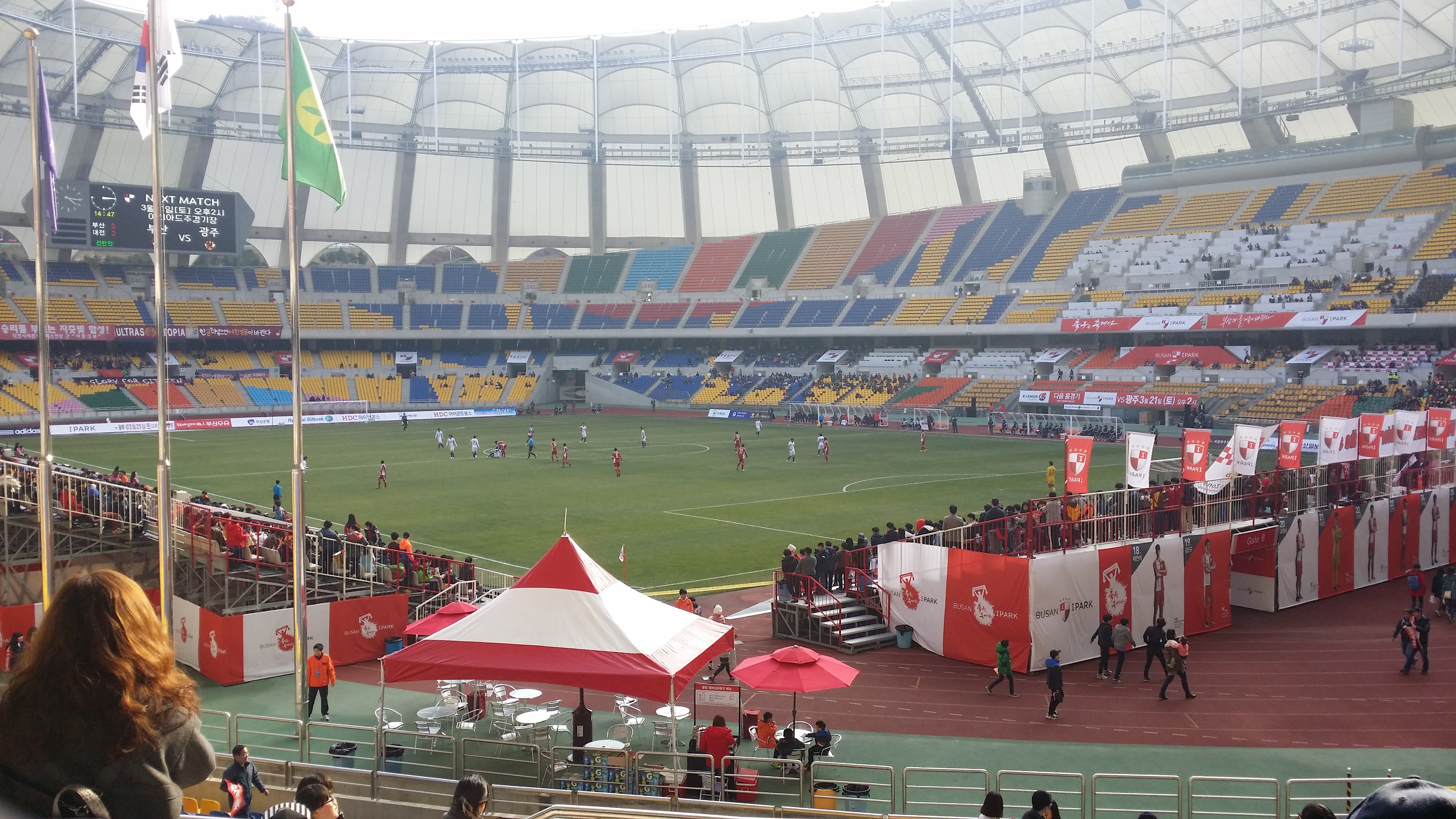
Blick in den Innenraum des Stadions

## Busan-Asiad-Main-Ersatzstadion
Gleich neben den Busan-Asiad-Main-Stadion befindet sich das Ersatzstadion, das mit dem Hauptstadion erbaut wurde. Auf diesen Platz trug der ehemalige Fünftligist Busan FC seine Spiele zwischen der Saison 2017 und 2018 aus. Das Stadion hat eine Gesamtkapazität von 4549 Plätzen.